# Condado de Brown (Dakota del Sur)
El condado de Brown (en inglés: Brown County, South Dakota), fundado en 1881, es uno de los 66 condados en el estado estadounidense de Dakota del Sur. En el 2000 el condado tenía una población de 35 154 habitantes en una densidad poblacional de 8 personas por km². La sede del condado es Aberdeen.

## Geografía
Según la Oficina del Censo, el condado tiene un área total de 4483 km² (1730,9 mi²), de la cual 4437 km² (1713,1 mi²) es tierra y 47 km² (18,1 mi²) es agua.

### Condados adyacentes
- Condado de Dickey - norte
- Condado de Sargent - noreste
- Condado de Marshall - este
- Condado de Day - sureste
- Condado de Spink - sur
- Condado de Faulk - suroeste
- Condado de Edmunds - suroeste
- Condado de McPherson - noroeste

## Demografía
En el 2000 la renta per cápita promedia del condado era de $35 017, y el ingreso promedio para una familia era de $44 788. El ingreso per cápita para el condado era de $18 464. En 2000 los hombres tenían un ingreso per cápita de $29 592 versus $20 445 para las mujeres. Alrededor del 9.90% de la población estaba bajo el umbral de pobreza nacional.
| 1900 | 1910   | 1920   | 1930   | 1940   | 1950   | 1960   | 1970   | 1980   | 1990   | 2000   | Est. 2008 |
| ---- | ------ | ------ | ------ | ------ | ------ | ------ | ------ | ------ | ------ | ------ | --------- |
| 353  | 16 855 | 15 286 | 25 867 | 29 676 | 32 617 | 34 106 | 36 920 | 36 962 | 35 580 | 35 460 | 35 154    |

## Ciudades y pueblos
- Aberdeen
- Bath
- Barnard
- Claremont
- Columbia
- Ferney
- Frederick
- Groton
- Hecla
- Houghton
- Huffton
- James
- Mansfield *
- Ordway
- Putney
- Randolph
- Richmond
- Stratford
- Verdon
- Warner
- Winship
- Westport

- La mitad de Mansfield se encuentra en el Condado de Brown y la otra mitad está en el Condado de Spink.

## Mayores autopistas
- Carretera de U.S. 12
- Carretera de U.S.281
- Carretera de Dakota del Sur 10
- Carretera de Dakota del Sur 37